# Antonio Maria Azzalini

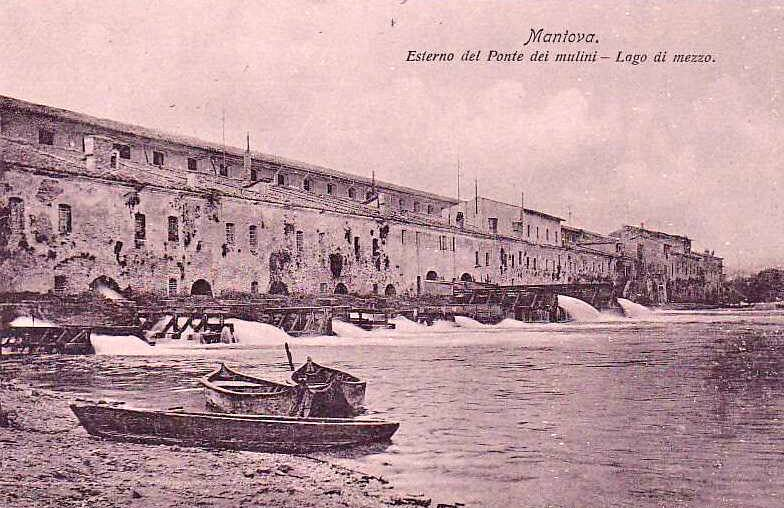
Mantova, Ponte dei Mulini nel 1520.

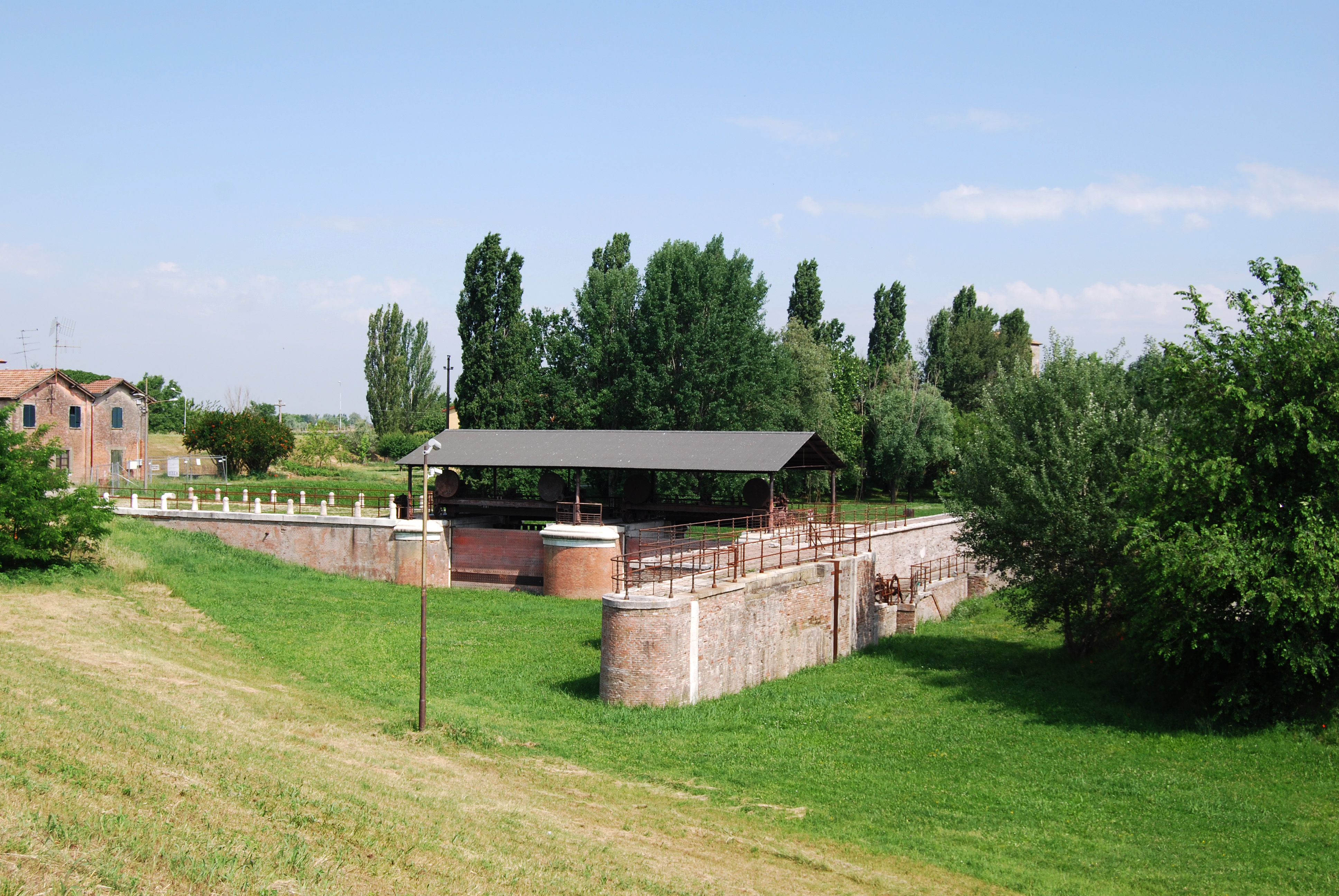
Governolo, conca del Bertazzolo.

Antonio Maria Azzalini (1687 – Mantova, 1754) è stato un matematico e ingegnere italiano.

## Biografia
Ricoprì l'incarico di prefetto generale delle acque del Ducato di Mantova e, tra le sue opere più famose, vi fu sistemazione del Ponte dei Mulini di Mantova. Nel 1750, disegnò ed iniziò i lavori di ristrutturazione della conca del Bertazzolo a Governolo, che regolava le acque del Mincio nella città di Mantova. Il progetto però non fu portato a termine.
Morì a Mantova nel 1754 e qui venne sepolto.